# 筒井富栄
筒井 富栄（つつい とみえ、1930年6月22日 - 2000年7月23日）は歌人。

## 経歴
1930年、物理学者・筒井俊正の長女として東京都に生まれる。1943年に跡見高等女学校に入学するが、戦時下のため山梨県甲府市に疎開し、山梨県立第一高等女学校（現山梨県立甲府西高等学校）に転校。終戦後は東京転入規制のため、埼玉県浦和市立高等女学校（現さいたま市立浦和高等学校）に転校する。
1948年に住友銀行東京支社に入社し秘書を務めるが、社会人になってまもなく脊椎カリエスに罹り、2年間寝たきりの生活を送った。快癒後始めた染色を通じて荻野須美子と知己を得、1956年、歌誌「近代」（1963年に「個性」と改題）に入会、加藤克巳に師事する。
1959年、「右左そつぽをむいた朱の靴の止め金澄んだ抵抗をもつ」「台風が沖をかすめて　空白　　口紅をかえてみた」「積乱雲　ひと　さかなみたいにすれちがい街角にじれて　じれて立つ」といったはち切れんばかりの勢いがある作品を収める合同歌集『原始』を堀江典子、池永祥子とともに上梓、デビューする。「個性」の筒井富栄追悼特集に、長年の友人である堀江典子は「一貫して幻想性のある詩情（ポエジー）を歌い上げた。だが、彼女の歌にはいつも悲しみが背後に尾をひいていたと思う」と記している。
また、染色作家としても活躍した。
晩年はパーキンソン病を煩い、長く闘病生活を送った。
長男は「短歌人」所属の歌人・村田馨であり、その妻は同じく歌人の天野慶である。2016年、村田によって『筒井富栄全歌集』がまとめられた。

## 著書
- 歌集『未明の街』 現代詩工房、1970年
- 歌集『森ざわめくは』 短歌新聞社、1978年
- 『十人の歌人たち　同時代作家論』　雁書館、1985年
- 歌集『冬のダ・ヴィンチ』　雁書館、1986年
- 『自解100歌選 筒井富栄集』　牧羊社、1988年
- 『加藤克巳の歌』　雁書館、1992年
- 歌集『風の構図』　砂子屋書房、1998年
- 『筒井富栄全歌集』 六花書林、2016年

## 関連文献
- 「個性」第373号（1998年4月号）。

「個性」は筒井富栄が所属した歌誌であるが、この号で「筒井富栄特集」が組まれており、加藤克巳ほか7名によって、筒井の各著書論や総論が執筆されている。